# Matute - La Guerra De Los 80's
La Guerra de los 80's es el cuarto álbum en vivo del grupo mexicano Matute. Fue grabado, esporádicamente, durante el año 2018 en el extinto Plaza Condesa ante aproximadamente 1,800 asistentes. A diferencia de En Vivo Desde La Arena CDMX, el álbum se destaca por la presencia de elementos visuales de los ochenta, desde máquinas de arcade hasta vestimentas retro.

## Antecedentes
Para inicios del año 2019, a través de sus redes sociales, la banda habría revelado su próxima gira, denominada como La Guerra de los 80's Tour, para la cual se realizarían únicamente en la Ciudad de México, específicamente en el Plaza Condesa. Dicha gira, sería realizada con la finalidad de celebrar el 12 Aniversario de la banda.
Paralelamente, y para mediados del mismo año, la gira dio inicio con un lleno total de 9 noches, lo que les permitió convertirse en la primera agrupación en conseguir dicho logro en el mismo recinto. De forma adicional, uno de los conciertos de la gira consistió en , tal y como ellos la denominaron, la fiesta de disfraces más grande.

## Grabación
El origen de la grabación del concierto es desconocido. Una fuente desconocida afirma haber sido grabado durante los días 11,12 y 13 de abril. Sin embargo, hasta el momento se sabe que fue grabado a mediados del año 2019.
Así mismo, fue grabado ante poco más de 1800 asistentes, quienes disfrutaron de nuevas versiones de éxitos de artistas de la talla de Luis Miguel, Los Toreros Muertos, Daniela Romo, Hombres G, entre muchos otros más.
Para el popurrí Vamos A Jugar, el grupo salió al escenario en medio de trajes coloridos, al muy estilo retro, asemejándose a la vestimenta del aclamado grupo de música infantil Parchis.
Por otro lado, y específicamente durante la gira, la banda pidió a los asistentes dividirse en 3 distintos grupos, entre ellos la preparatoria “Trapper kepper”, la zona denominada bajo el término popular mexicano “fresa”; la zona “Atari”, en donde se encontraban los “gamers”, así como el "Instituto Poison”.